# Chapelle Sainte-Anne de Bruxelles
Pour les articles homonymes, voir Chapelle Sainte-Anne.
La chapelle Sainte-Anne (en néerlandais : Sint-Annakapel) est une chapelle de style baroque qui a existé à Bruxelles, en Belgique, de 1519 jusqu'au XXe siècle. 
La chapelle fut démolie dans les années 1920 mais sa façade baroque fut remontée contre la chapelle de la Madeleine, à quelques dizaines de mètres de la Grand-Place de Bruxelles.

## Historique
La chapelle Sainte-Anne, construite en 1519, se dressait initialement à quelques dizaines de mètres de son emplacement actuel, au coin de la rue de la Montagne et de la rue du Singe, aujourd'hui disparue. Reconstruite de 1655 à 1661, elle fut sérieusement endommagée par le bombardement de 1695, et reconsacrée en 1699.
Au début du XXe siècle, le projet de jonction ferroviaire Nord-Midi vouait l'édifice à la démolition. Le bourgmestre Charles Buls suggéra de la réédifier dans le parc du Cinquantenaire, mais cette idée demeura sans suite. En 1909, la chapelle hébergea une salle de cinéma de 245 sièges dont un petit balcon de 26 places, le cinéma Colonial, appelé ensuite Cinéma Palacino, qui ferma ses portes en 1925. Le bâtiment fut ensuite démoli à l'exception de sa façade et de la première travée.
Or, la chapelle de la Madeleine, située à quelques dizaines de mètres de la Grand-Place de Bruxelles, fut dotée, perpendiculairement à sa façade nord, d'une nouvelle sacristie. Cette sacristie reçut la façade baroque de la chapelle Sainte-Anne, réédifiée par l'Office national de la jonction Nord-Midi,.
Cette réédification est commémorée par une inscription gravée dans la pierre à droite du portail baroque :

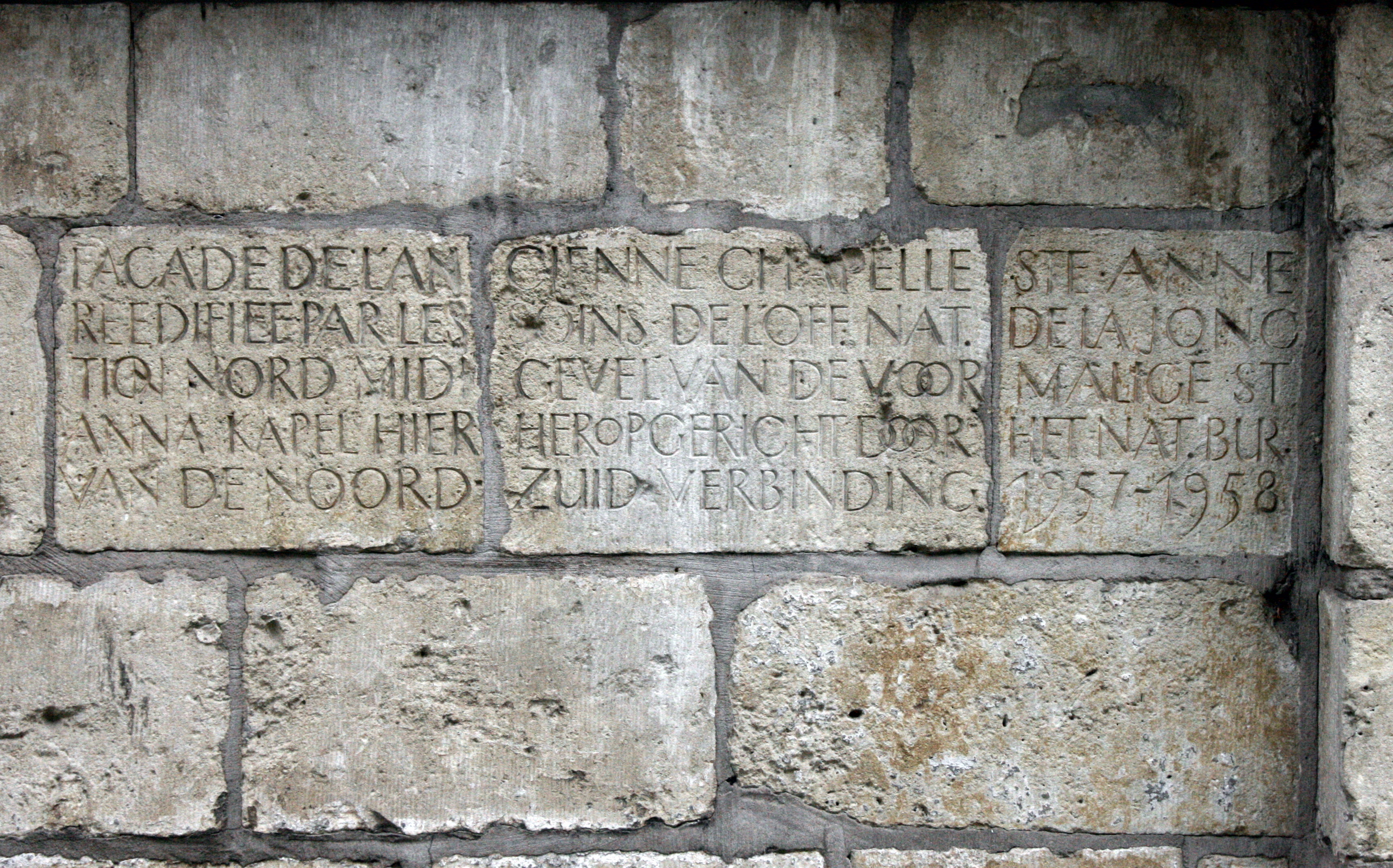
Inscription commémorant la reconstruction de la façade.

« FAÇADE DE L'ANCIENNE CHAPELLE STE ANNE
RÉÉDIFIEE PAR LES SOINS DE L'OFF. NAT. DE LA JONCTION
NORD MIDI 1957-1958 »

## Architecture

### La façade principale
La chapelle présente une façade principale (orientée au nord) édifiée en pierre de taille de belle facture assemblée en grand appareil.
Cette étroite façade tripartite est compartimentée par des pilastres surmontés de chapiteaux ioniques.
La travée centrale de la façade est percée d'un portail baroque surmonté d'un fronton courbe brisé supporté par deux consoles à volute. Ce fronton brisé accueille une niche qui abrite la statue de sainte Anne et de la Vierge, copie de l'œuvre de Jérôme Duquesnoy le Jeune dont l'orignal se trouve à la cathédrale Saints-Michel-et-Gudule, entourée de volutes baroques et surmontée d'un larmier.
Chacune des travées latérales de la façade est ornée d'une niche aveugle surmontée d'un larmier et d'une coquille Saint-Jacques, et sous laquelle on trouve un cartouche.
Les quatre pilastres ioniques supportent un grand entablement au-dessus duquel se développe le pignon à volutes qui couronne la façade.
La travée centrale du pignon comporte une grande verrière cintrée surmontée d'un larmier brisé.
Elle est séparée par des pilastres à feuilles d'acanthe des travées latérales du pignon, ornées de volutes baroques et de pots à feu.
Les pilastres corinthiens supportent un deuxième entablement, sommé par un fronton triangulaire orné d'un blason encadré de volutes.

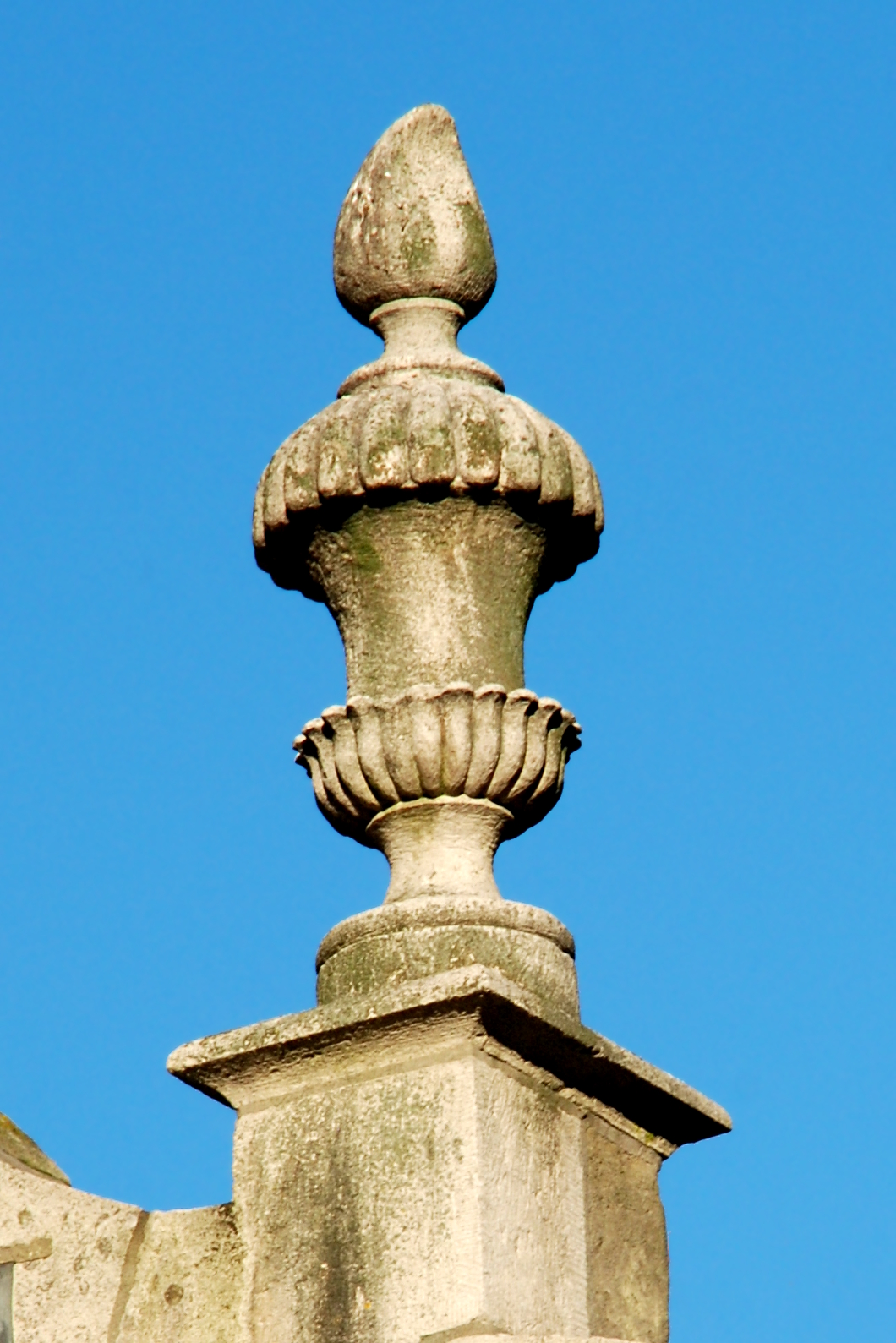
Pot à feu.
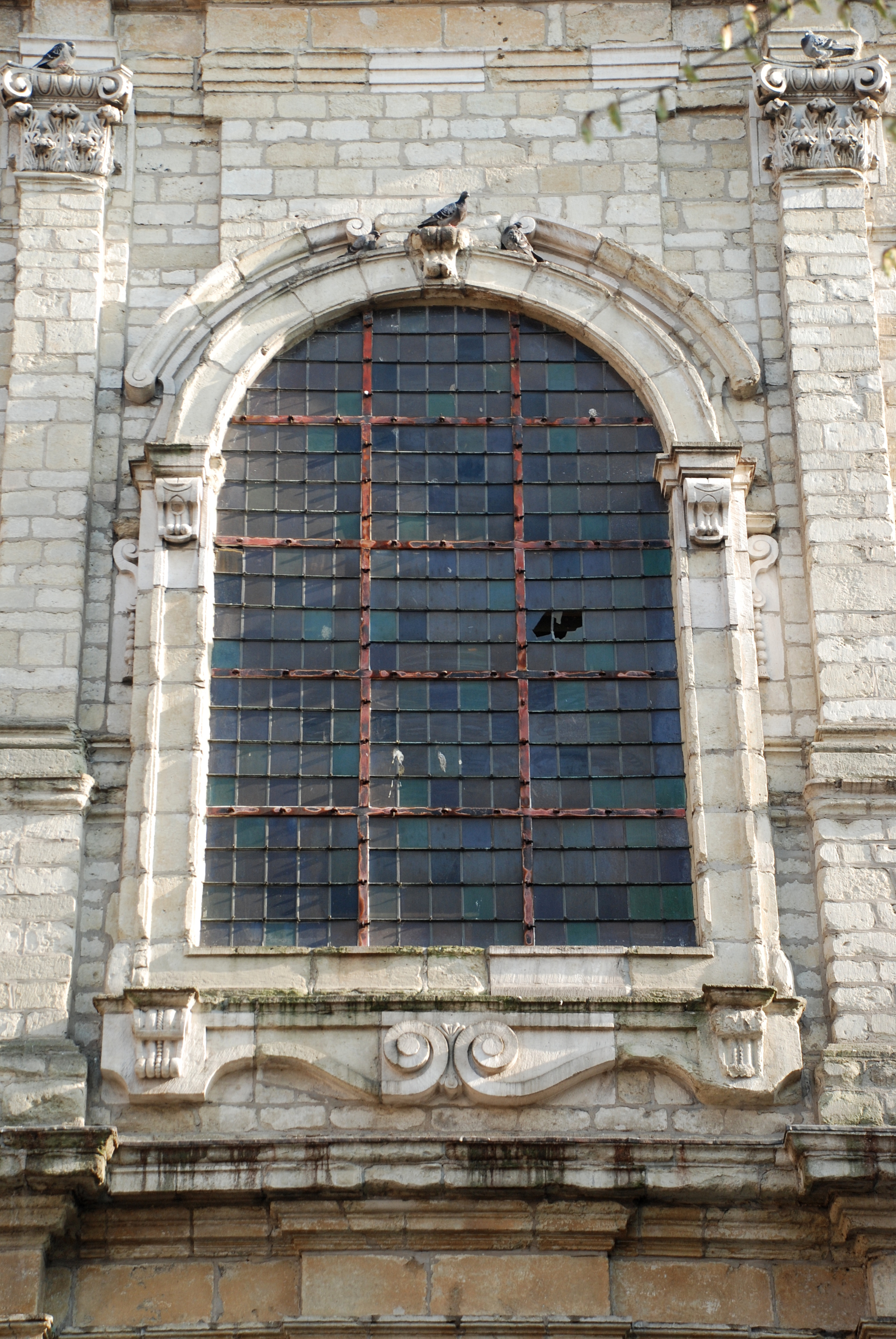
La verrière.
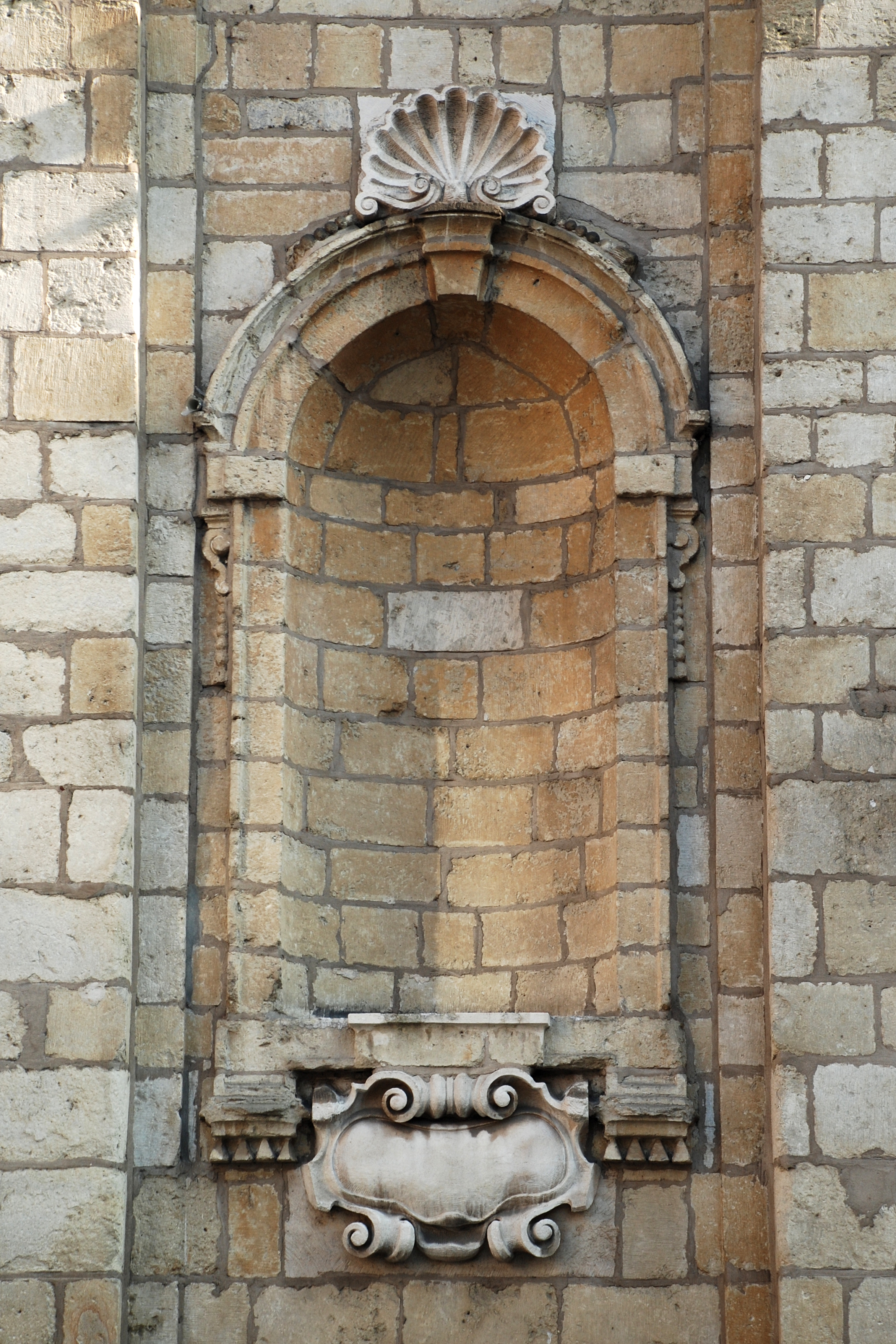
Niche, cartouche et coquille Saint-Jacques.
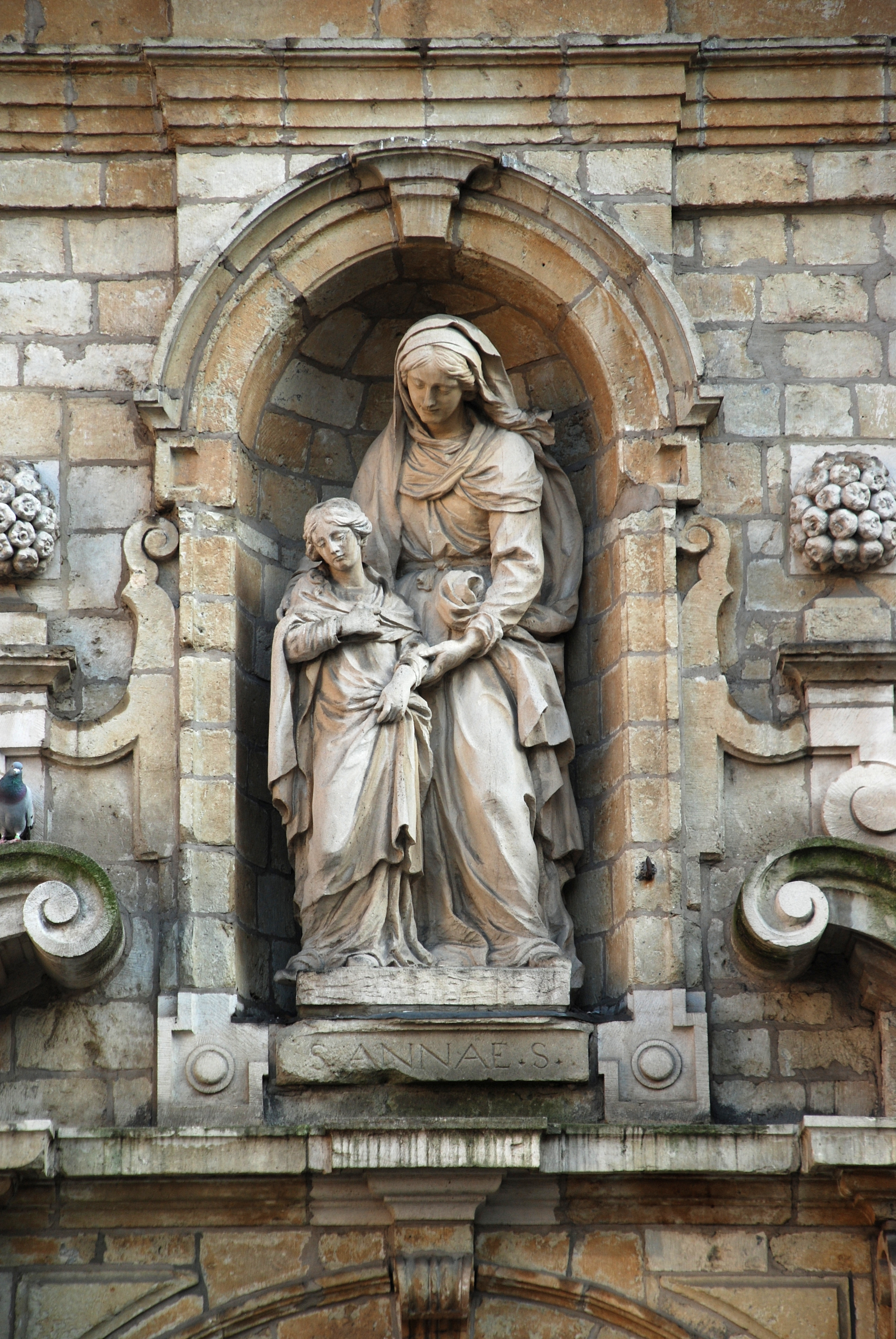
Statue de sainte Anne et de la Vierge.

### Les façades latérales
Les deux façades latérales sont très dissemblables. Elles constituent, rappelons-le, les côtés d'une sacristie moderne, ajoutée en 1957-1958.
La façade orientale (datant probablement des travaux de 1957-1958), présente les caractéristiques de la renaissance flamande. Édifiée en briques rouges sur soubassement de pierre de taille, elle est agrémentée de chaînages d'angle et de bandes horizontales de pierre, et est percée de huit fenêtres rectangulaires aux piédroits harpés.
La façade occidentale, par contre, est édifiée en moellon et est percée de trois grandes baies cintrées.

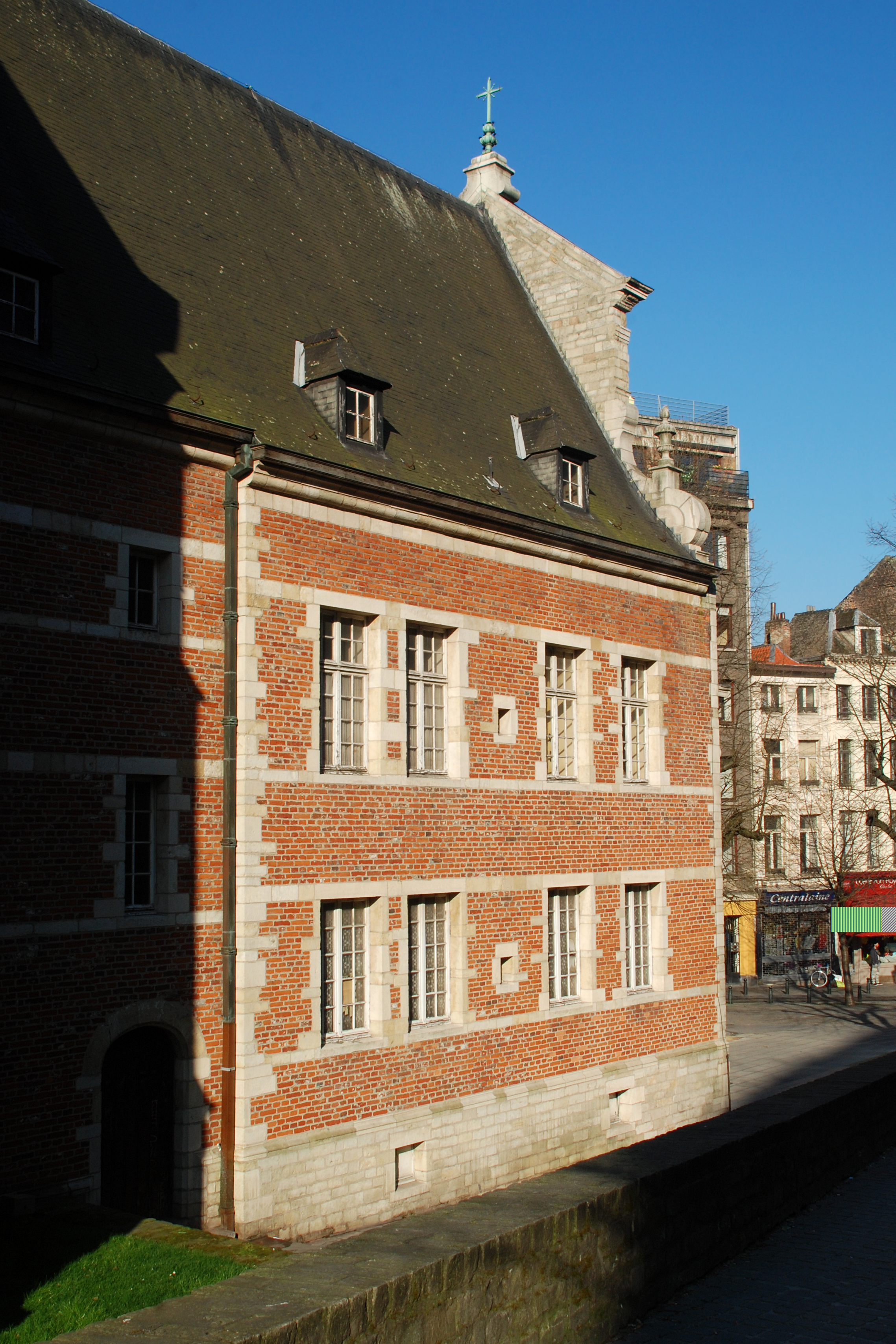
Façade latérale est.
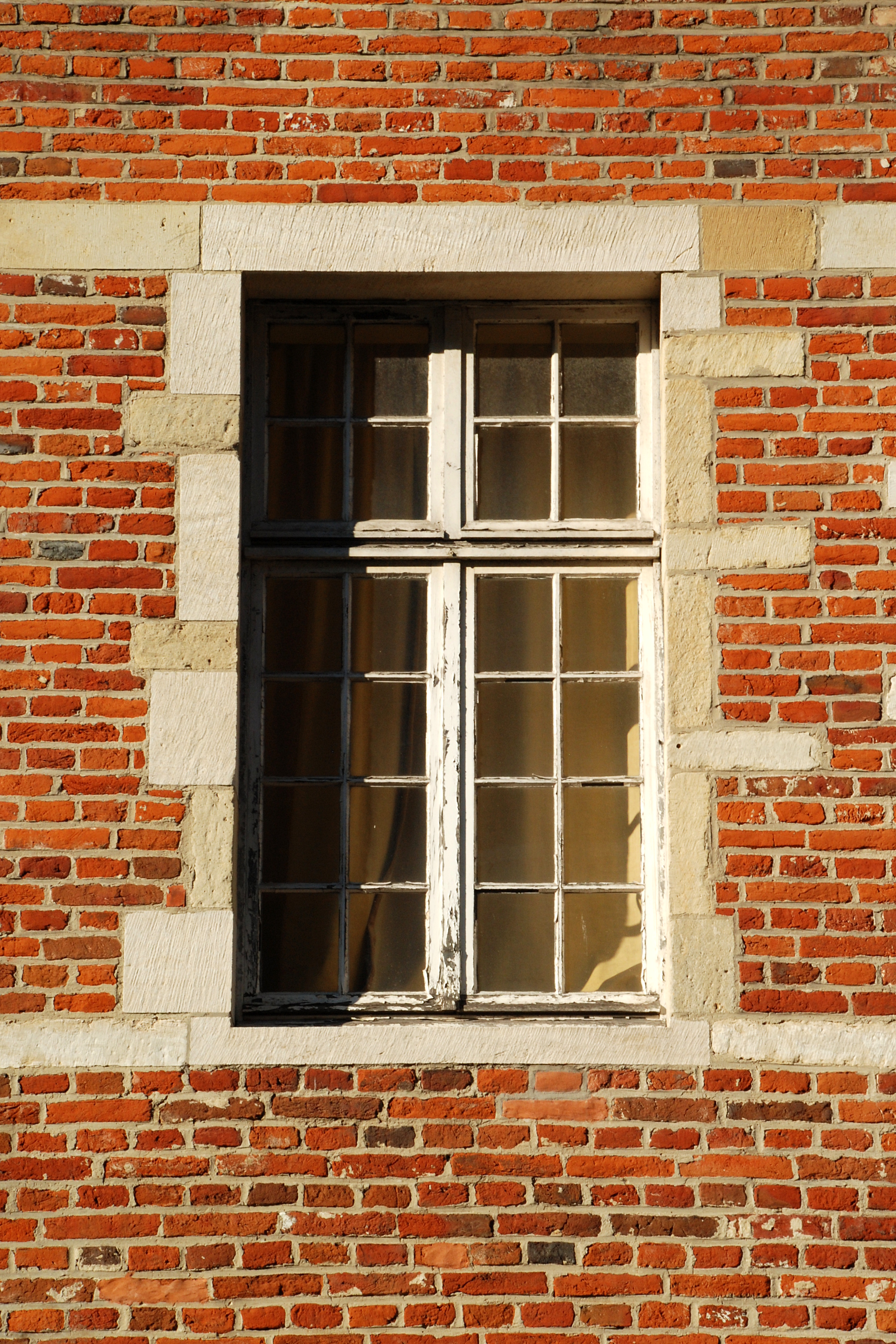
Fenêtre aux piédroits harpés.